# کنوانسیون متن‌باز اورایلی
کنوانسیون متن‌باز اورایلی همایش سالانه برای گفتگو درباره نرم‌افزار آزاد و متن‌باز است. سازمان برگزار کننده این کنوانسیون، اورایلی مدیا است که این همایش را اورایلی مدیا هر سال در جایی از ایالات متحده آمریکا برگزار می‌کند.

## تاریخچه
نخستین همایش پرل دیگر در سال ۱۹۹۷ (میلادی) برگزار شد. نخستین کنوانسیون متن‌باز اورایلی در سال ۱۹۹۹ (میلادی) برگزار شد.

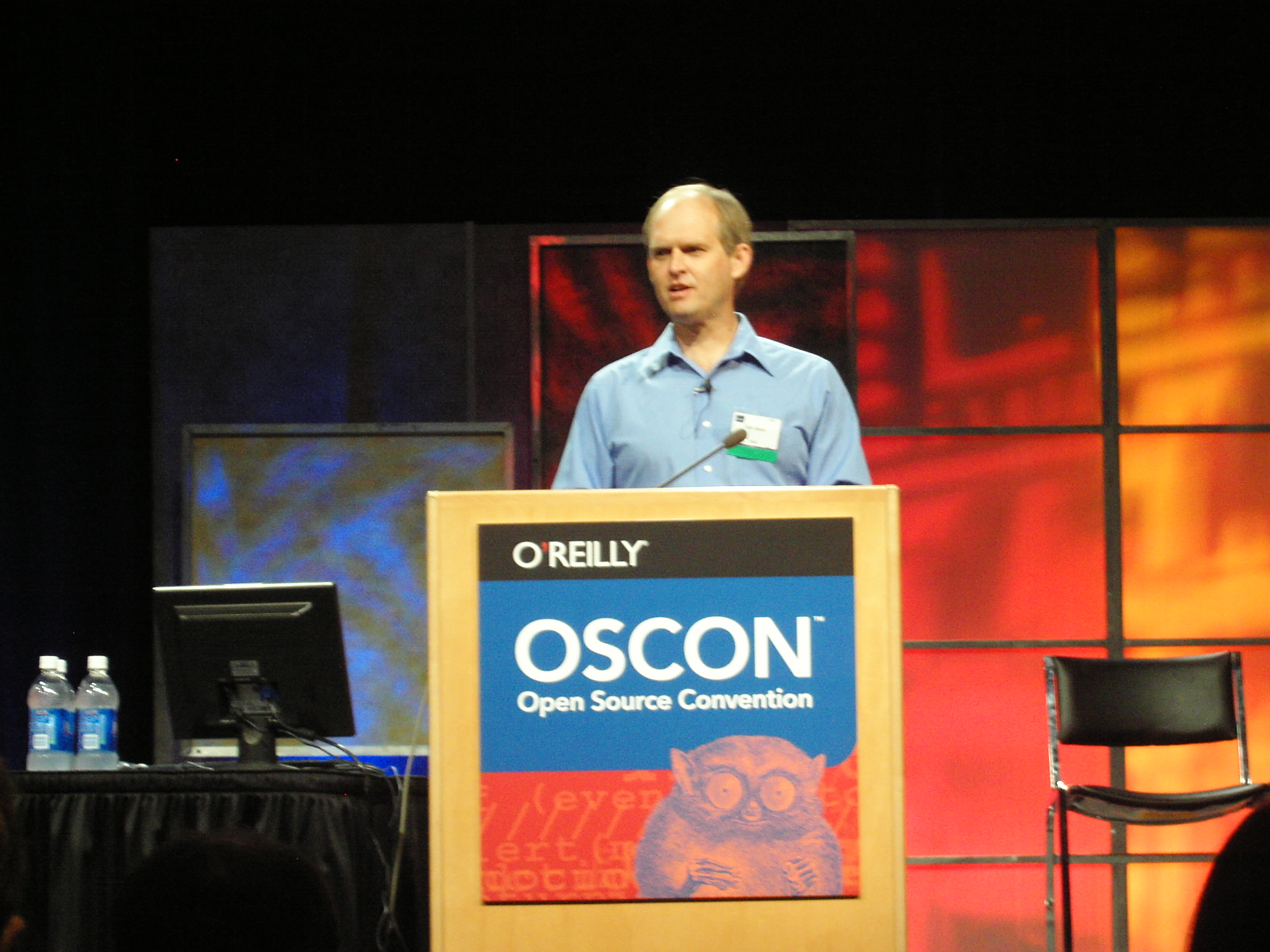
رابین هنسن در کنوانسیون متن‌باز اورایلی در سال ۲۰۰۷ (میلادی)

## رویدادهای مهم
- کنوانسیون متن‌باز اورایلی، از دل همایش پرل دیگر بیرون آمد. اما درونمایه پرل، هر سال، افت می‌کند.
- پروژه متن‌باز OpenOffice.org در همایش سال ۲۰۰۰ (میلادی) در مونته‌ری، کالیفرنیا اعلام موجودیت کرد.[۳]
- پروژه متن‌باز OpenStack در همایش سال ۲۰۱۰ (میلادی) آغاز به کار کرد.[۴]
- کنوانسیون متن‌باز اورایلی، میزبان کلیدواژه‌های وضعیت نماد پیاز لری وال بوده است.

## خروجی
در هفته میزبانی کنوانسیون متن‌باز اورایلی، چندین کارگاه و معرفی (Present) برگزار می‌شوند که بیشتر آنها در اتاق‌های نشست هستند. این نشست‌ها در درجه نخست، بر استفاده و توسعه نرم‌افزارهای متن‌باز جاری و آینده تمرکز می‌کنند و معمولاً نشست‌هایی نیز درباره خود جامعه متن‌باز برگزار می‌شوند. در چند سال گذشته، موضوعات اصلی، رایانش ابری، رایانش توزیع‌شده، مجازی‌سازی، کمینه‌سازی زمان اکار، کلان‌داده، و فناوری اطلاعات بوده‌اند. برخی از این نشست‌ها را شرکت‌ها اسپانسر کرده‌اند. بنابراین حضور همه، در آنها آزاد و رایگان است.

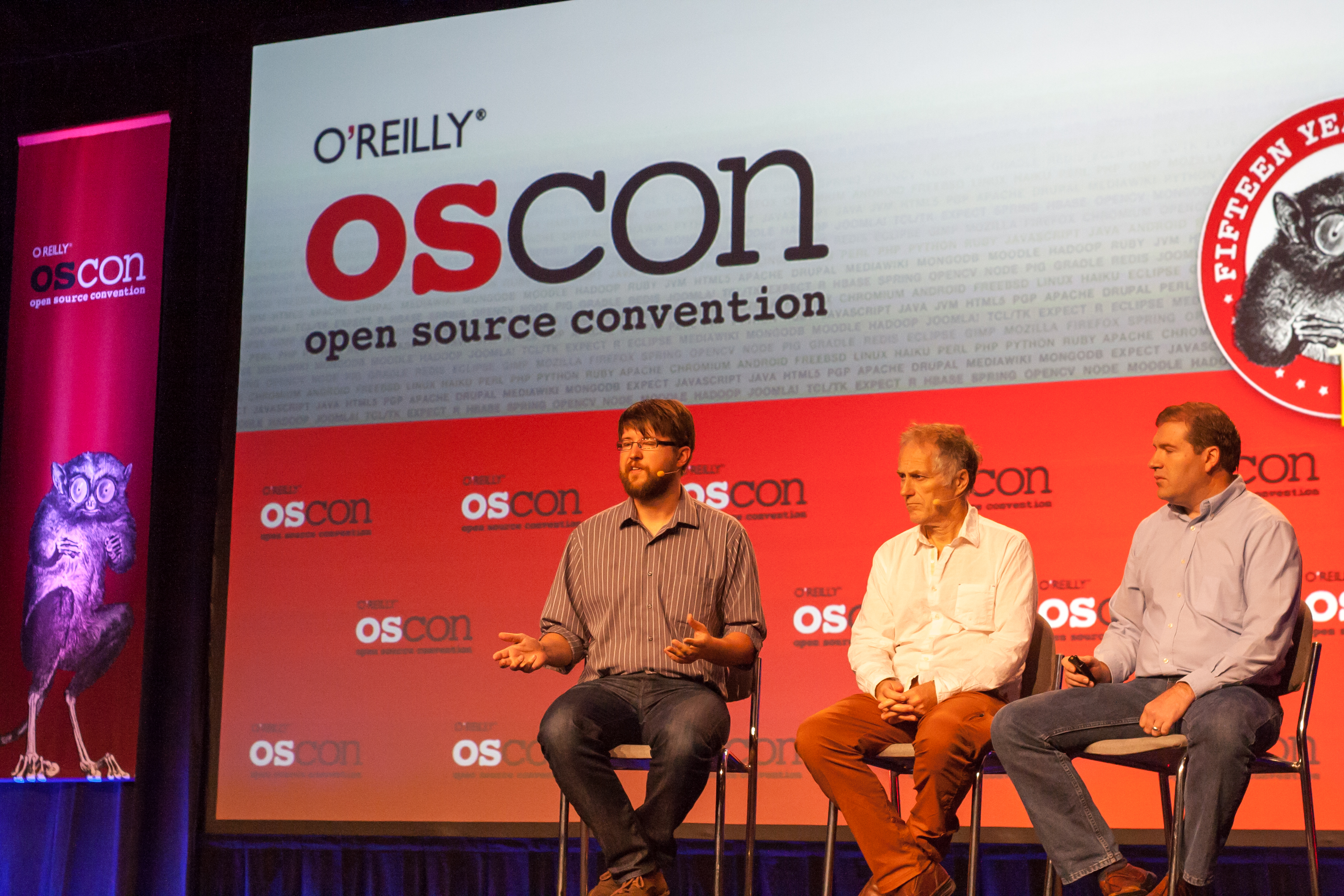
مایکل میگورسکی، تیم اورایلی، و جرد اسمیت در کنوانسیون متن‌باز اورایلی در سال ۲۰۱۳ (میلادی)

در هنگام برگزاری، کنوانسیون متن‌باز اورایلی، مهمانی‌های مختلفی را بر شرکت‌کنندگان برگزار می‌کند. بسیاری از این مهمانی‌ها را شرکت‌های گوناگون، در سطح شهر برگزار می‌کند.
در نمایشگاه کنوانسیون متن‌باز اورایلی، وندورها و سازمان‌های دیگر، آخرین فناوری‌های خود را به نمایش می‌گذارند، کلاس‌های کوتاه‌مدت برگزار می‌کنند، هدیه تبلیغاتی داده، و به پرسش‌ها درباره محصولات خود پاسخ می‌دهند. از میان، شرکت‌هایی که در این سال‌ها غرفه بزرگتری داشته‌اند می‌توان لینود، راکسپیس، اچ‌پی، بلوهاست، و مایکروسافت را نام برد.
معمولاً میزهایی بیرون از اتاق‌های نشست قرار دارند تا شرکت‌کنندگان بتوانند استراحت یا کار کنند. همچنین یک "منطقه هک" اسپانسر شده در بیرون از سالن نمایشگاه وجود دارد که شرکت‌کنندگان ممکن است از شبکه پرسرعت و سیم‌سیارهای آن، برای رخنه‌گری، گفتگو، یا استراحت استفاده کنند. در راهروی اصلی، معمولاً جعبه سیاه بزرگی قرار دارد که "تخته‌سیاه" نامیده می‌شود و شرکت‌کنندگان می‌توانند با گچ بر روی آن، نشان‌واره، شعار تبلیغاتی، نام، و ایده‌های خود را بنویسند.